# Komsa
La Komsa (in russo Комса?) è un fiume della Russia siberiana orientale, affluente di destra dell'Enisej. Scorre nel Turuchanskij rajon del Territorio di Krasnojarsk.
Il fiume è formato dalla confluenza dei due rami sorgentizi Komsa destro (Правая Комса) e Komsa sinistro (Левая Комса) ad un'altitudine di 156 m sul livello del mare. Scorre in direzione sud-ovest sull'altopiano della Siberia centrale e sfocia nell'Enisej a 1 306 km dalla foce. Ha una lunghezza di 121 km e il suo bacino è di 1 600 km².